# Thelotrema guadeloupense
Thelotrema guadeloupense är en lavart som beskrevs av Hale 1973. Thelotrema guadeloupense ingår i släktet Thelotrema och familjen Thelotremataceae.   Inga underarter finns listade i Catalogue of Life.